# Тхір степовий
Тхір степовий, або тхір світлий (Mustela eversmanni) — хижий ссавець роду мустела (Mustela) родини мустелових, або тхоревих (Mustelidae). Раритетний вид, занесений до Червоної книги України та інших природоохоронних документів.

## Таксономічна характеристика

### Підвидовий склад
Один з 13 видів роду; у фауні України представлений двома підвидами:
- Mustela eversmanni eversmanni;
- Mustela eversmanni hungaricus.

### Назва виду латиною
В літературі останнього часу (наприклад, у Види ссавців світу" і похідних від нього електронних джерелах — таксономічна довідкова система ITIS, база даних МСОП тощо) поширилася помилкова назва Mustela eversmanii (recte «eversmanni»). Ім'я дослідника, на честь якого названо вид — Едуард Еверсман (Alexander Eduard Friedrich Eversmann), родовий відмінок в латині для чоловічого роду має писатися з одним «і» (на відміну від двох «іі» для жіночого роду).

## Зоологічний опис

### Морфологічні ознаки
Зовнішній вигляд тхорів у загальному типовий для дрібних куницевих. Середня довжина тіла — 52-56 см, хвоста — до 18 см, вага тіла до 2 кг. Довжина тіла самців — 29,6-77, самиць — 26,1-51,5 см; вага, відповідно: 0,48-1,53 Кг та 0,35-0,76 Кг. Є найбільшим з тхорів. Відрізняються високим, але рідкісним волосяним покривом, завдяки чому крізь шерсть добре видно густе світле підшерстя. Хутро влітку набуває рудувато-жовтуватого, а взимку — білясто-вохряного забарвлення. Характерним є також темне забарвлення лап, хвоста (або його кінця), своєрідне розфарбування мордочки носа і очей, що нагадує чорно-буру маску.
Анальні залози, як і в його родича тхора лісового, або темного, виділяють секрет, що надає тхорам специфічного запаху.

### Розмноження
Парування: березень-травень, вагітність триває 37-38 днів, а кількість малят у виплоді становить 7-9 (1-12). Виводкова нора має кілька виходів та камери для зберігання корму. У ній тхорята живуть до 2-2,5 місяців.

Малята народжуються голими, сліпими, але в перші ж дні покриваються коротким білим волоссям. Приблизно до 10 днів кінцівки, лоб та спина темніють. Хутро в молоді подібне до батьківського, але темніше. Статеві відміни в забарвленні відсутні. Малята починають бачити через 15-30 днів. Зуби прорізуються наприкінці другого тижня. За свідченням Г. В. Сележинського, малята після народження наступного дня здатні сплітатись в щільний клубок. Такий рефлекс не дає їм змоги виповзати з нори і допомагає зберігати цінне тепло. Мати захищає малечу своїм тілом від холоду, а коли стає тепло, може витягати на поверхню. 

Коли звірята досягають приблизно місячного віку, вони набувають деяких рефлексів самозбереження — в разі небезпеки можуть швидко ховатися в норі. 

Через кілька місяців тхорята, як дорослі, здатні вбивати свою жертву — кусати в потилицю. Статевозрілими стають в 8 міс.
Розмножується в неволі добре. Інколи вид утримують у лабораторіях, зоопарках і звірогосподарствах (для виведення гібридів з тхором темним і його альбіносною формою — фуро).
- див. також: гібриди ссавців

### Поведінка та спосіб життя
Селиться в норах хом'яків, ховрахів і сліпаків, може влаштовувати кубло в тріщинах, ущелинах скель, купах хмизу та розсипищах каміння, скирдах соломи або в дуплах дерев. Площа індивідуальної мисливської ділянки особини становить 18 — 32 км (у радіусі 3 — 5 км довкола гніздової нори). Цей вид зазвичай, не копає свою власну нору — замість цього, використовує домівки бабаків, ховрахів, хом'яків, кротів, полівок, тушканчиків та інших, трохи розширивши їх. Іноді риє й сам прості та дуже мілкі нори до 0,5 м глибиною і не турбується про їх благоустрій. Нори не вистеляє. Вхідний отвір жилої нори тхора завжди добре розчищений, має гладкі та блискучі стінки. Нора тхора з більш широким вхідним отвором та більшим діаметром купи наритої землі, свіжих екскрементів, ніж ховраха. Особливо характерне розміщення наритого ґрунту, який розкидається навколо вхідних отворів не рівномірно, а окремими купками, іноді в два чи три боки. Ознакою перебування тхора в норі є відсутність на свіжонакопаній землі, слідів звіра або вони спрямовані до нори.
Активний у сутінках або вночі. Вдень полюють переважно молоді звірі. Ведуть поодиноке життя. Тхори не належать до осілих тварин — подорожують услід за ховрахами. Тільки під час вигодовування малят довше живуть на одному місці. Постійне переміщення в пошуках їжі не виробило в них рефлексу на захист своєї ділянки. Пересувається великими стрибками, роблячи петлі, вміє плавати. Спритна та смілива тварина. Може перекочовувати, долаючи за ніч 3-18 км.
У разі небезпеки, для самозахисту, тхір розбризкує з анальних залоз, дуже смердючу рідину (нагадує запах з вигрібної ями або вуличного туалету, але більш ядучий), тож якщо наприклад, спіймати степового тхора і тримати на витягнутій руці у степу на свіжому повітрі, можуть мимовільно виділятися сльози. 

### Живлення
Тхір степовий полює ховрахів, хом'яків, пискух, мишоподібних гризунів, нориць, тушканчиків, у деяких місцях — бабаків та пацюків, рідше птахів, змій та жаб, в літній час і безхребетних. Тхори, що живуть біля рік і озер, полюють також на водяних щурів. У деяких випадках тхори заподіюють певну шкоду домашньому птахівництву, але уявлення щодо цього зазвичай бувають сильно перебільшеними, і дуже часто звинувачують тхорів у злочинах ними не скоєними, можливими винуватцями яких є куниці, ласки і лисиці. Поза населених пунктів тхори, безумовно, корисні: винищують дрібних і середніх гризунів.
Полюбляє ягоди винограду, шовковиці, терену, пасльону, шипшини, різні фрукти; їсть жуків, коників, ящірок, змій, рибу, раків, амфібій, диких птахів та падло, робить запаси їжі.
Здобуває їжу подібно всім хижакам крадькома.

## Поширення
Спорідненість між євразійськими видами тхорів настільки велика, що вони вільно схрещуються, внаслідок чого в районах спільного проживання нерідко трапляються звірята, схожі і на чорного і особливо на степового тхора. Степовий тхір на заході зустрічається від Балканського півострову і Чехії, а далі на схід по лісостепу, степу і напівпустель Росії від Забайкалля і до Середнього Амура, а також в Середній і Центральній Азії до Далекого Сходу і Східного Китаю. В останнє століття ареал степового тхора помітно розширюється на захід і частково на північ.

## Місця перебування
Відкриті ландшафти з низьким травостоєм та ущільненим ґрунтом (залишки степу, посіви багаторічних трав, балки, вигони, піщані коси). Іноді живе у степових лісах, лісосмугах, скелях; заходить на околиці населених пунктів.
Лісів і населених пунктів уникає.

## Охорона
На більшій частині ареалу стан природних популяцій виду залишається більш-менш стабільним. Саме тому він, згідно Червоного списку МСОП, отримав охоронну категорію «відносно благополучний вид». Але в окремих регіонах спостерігається тенденція до зниження чисельності популяції виду. Тому тхір степовий занесений до Резолюції 6 Бернської конвенції, для яких Україна створює Смарагдову мережу, до Додатку ІІ цієї ж конвенції (охоронна категорія: види фауни, що підлягають особливій охороні), а також до Директиви Європейського Союзу 92/43/ЄС «Про збереження природних оселищ та видів природної фауни і флори» (Додаток II. Види рослин і тварин, що становлять особливий інтерес для Європейського Союзу, збереження яких потребує створення територій особливої охорони. Додаток IV. Види рослин і тварин, що становлять особливий інтерес для Європейського Союзу, які потребують суворих заходів охорони). Крім того, тхір степовий занесений до Червоних книг/списків ряду країн Європи та Азії, у тому числі до Червоної книги України.
Основними загрозами для виду є втрата цілинних степів внаслідок їх сільськогосподарського освоєння та значне скорочення чисельності ховрахів та інших гризунів — основних кормових об'єктів тхора. Локально він сильно страждає від переслідування місцевим населенням, а також внаслідок полювання. Мешкає на ряді природоохоронних територій у межах ареалу.

## Тхір степовий в Україні
Вид в межах України має охоронний статус «Зникаючий» (Червона книга України, 2021). Раніше вид було занесено до I і II видань ЧКУ (1980, 1994)
Чисельність. У 1970-х рр. в Україні мешкало близько 30 тис. особин. Найбільша щільність на цілині сягала 5, на вигонах — 3, на сіножатях — 1, на ланах — 0,05 особин на 1 тис. га. Раніше у Черкаській та Полтавській обл. — 12 особин на 1 тис. га, а зараз — 0,1. У Луганському заповіднику колись щільність сягала 80 особин на 1 тис. га, тепер <1; у Чорноморському заповіднику (1992-98 рр.) — 4-13 на 1 тис. га, зараз мешкає 12-15 тхорів, хоча у 1924 р. поряд — здобули ~ 1 тис.
Імовірно, нині (дані на 1994 рік) популяція досягає кількох тисяч особин. У 80-х рр. 20 ст. ресурси виду скоротилися, порівняно з початком століття, у 20 — 25 разів. Зараз найбільше тварин мешкає у Криму, де збереглися ділянки степу.
Причини зміни чисельності: Розорювання цілинних ділянок, багаторазова обробка ґрунту протягом року, використання отрутохімікатів, зокрема для боротьби з ховрахами. Масове винищення ховрахів.
Заходи охорони. Охороняється тхір у природних (Кримський, Український степовий, Луганський) та біосферних («Асканія-Нова», Чорноморський, Дунайський) заповідниках, у багатьох заказниках, національних парках (Азово-Сиваський, «Меотида») та інших територіях і об'єктах ПЗФ.
Пропозиції щодо збереження. Доцільно збільшити площі вигонів, перелогів, зберегти цілинні ділянки, проводити реакліматизацію виду в місцях недавнього проживання, відмовитися від хімічних методів боротьби з ховрахами.
Джерела: Браунер, 1923; Фёдоров, 1924; Писарева, 1953; Сокур., 1960; Гептнер и др., 1967; Абелєнцев, 1968; Татаринов, 1973; Берестенников, 1977; Туманов, 1984; Сиренко, Мартынов, 1998; Жмуд, 1999; Роман, 2000; Тимошенков, 2002; Селюнина, 2002, 2003; Колесников, Кондратенко, 2004; Волох, 2004; Тараненко и др., 2008; Гептнер В. Г. (та ін.), 1967; Абелєнцев В. І., 1988; Терновский Д. В., 1977; Крыжановский В. И., Жежерин В. П., 1979; Турянин И. И., 1979; Туманов И. Л., 1984. Особисті повідомлення: В. Д. Сюхіна (1972—1979), С. Ю. Костіна (1977), О. І. Кошелєва(1978—1980), Р. М. Чернічко (1985), И. І. Чернічко (1986), О. І. Черемісова (1987), С. І. Кухленка (1988), С. В. Вінтера (1989), Ю. В. Кармишева (1989), В. В. Кинди (1990), І. Д. Бєлашкова (1992). Усні повідомлення: Андрющенка, Вєтрова, Дулицького, Селюніної, Кінди, Химина.

## Практичне значення
Має цінне хутро. Раніше був мисливським видом.
В одній із книг давньогрецького вченого Страбона є дані про те, що римський імператор Август (близько 30 р. д. н. е.) надіслав загін легіонерів, щоб допомогти жителям Балеарських островів (в Середземному морі) знищити кролів, які сильно розмножувалися. Головною дійовою особою в цій боротьбі стали тхори, проте однозначно це були тхори іншого виду, оскільки степовий тхір ніколи не жив в тих місцях.